# Raimundas Barcevičius
Raimundas Barcevičius ist ein litauischer ehemaliger Politiker, Vizeminister der Industrie Litauens.

## Leben
Sein Vater war Vladas Barcevičius.
Nach dem Abitur an der Mittelschule absolvierte Raimundas Barcevičius ein Diplomstudium.
Am 18. April 1990 ernannte ihn die Ministerpräsidentin Kazimira Prunskienė zum Stellvertreter des Industrieministers Litauens. Bis 1994 arbeitete Barcevičius als Stellvertreter des Ministers der Industrie und des Handels.
Am 24. Juni 1994 ernannte ihn der litauische Ministerpräsident Adolfas Šleževičius zum Sekretär des Industrie- und Handelsministeriums. Barcevičius arbeitete dort bis zum 7. April 1995 und wurde von Šleževičius auf Vereinbarung der Parteien entlastet.
2007 arbeitete er als Informationsdepartamentsdirektor bei Lietuvos bankas.